# La Feuillie, Manche

La Feuillie este o comună în departamentul Manche, Franța. În 1 ianuarie 2022 avea o populație de 299 de locuitori.